# Euphyia numidica
Euphyia numidica är en fjärilsart som beskrevs av Rothschild 1925. Euphyia numidica ingår i släktet Euphyia och familjen mätare. Inga underarter finns listade i Catalogue of Life.